# Комишник голівчастий
{{#ifeq:0|0|{{#if:|{{#if:Scirpoidesholoschoenus|[[]}}|}}}}
Комишник голівчастий, комишівник звичайний (Scirpoides holoschoenus (L.) Soják) — вид рослин родини осокові (Cyperáceae).

## Опис
Багаторічна кореневищна рослина з круглим стовбуром, вільним від листя. Досягає висоти зростання від 30 до 100 см. Сіро-зелені або зелені гладкі стебла круглі в перетині з діаметром від 1 до 4 міліметрів. Листки зводиться до прикореневого листя, змінної довжини, гострі, темного кольору. Суцвіття бічні, формуються шляхом групування декількох кульових головок з колосків 2,5-4 мм. Плоди капсули коричневого кольору, трикутні й довжиною від 0,6 до 1,3 міліметрів. Квітне з весни і літа.

## Поширення
Північна Африка: Алжир; Єгипет; Лівія; Марокко; Туніс. Азія: Саудівська Аравія; Ємен; Кіпр; Єгипет — Синай; Іран; Ірак; Ізраїль; Йорданія; Ліван; Сирія; Туреччина; Казахстан; Таджикистан; Туркменістан; Узбекистан; Пакистан. Кавказ: Вірменія; Грузія; Росія — Алтайський край, Західний Сибір; Передкавказзя, Дагестан, Європейська частина. Європа: Велика Британія; Австрія; Бельгія; Чехія; Польща; Словаччина; Швейцарія; Білорусь; Молдова; Україна [вкл. Крим]; Албанія; Боснія і Герцеговина; Хорватія; Греція [вкл. Крит]; Італія [вкл. Сицилія]; Чорногорія; Румунія; Сербія; Словенія; Франція [вкл. Корсика]; Португалія; Гібралтар; Іспанія [вкл. Балеарські острови, Канарські острови]. Росте у вологих районах.
В Україні вид зростає у вологих піщаних місцях — майже на всій території (крім зх. ч.); у Поліссі досить рідко.

## Галерея

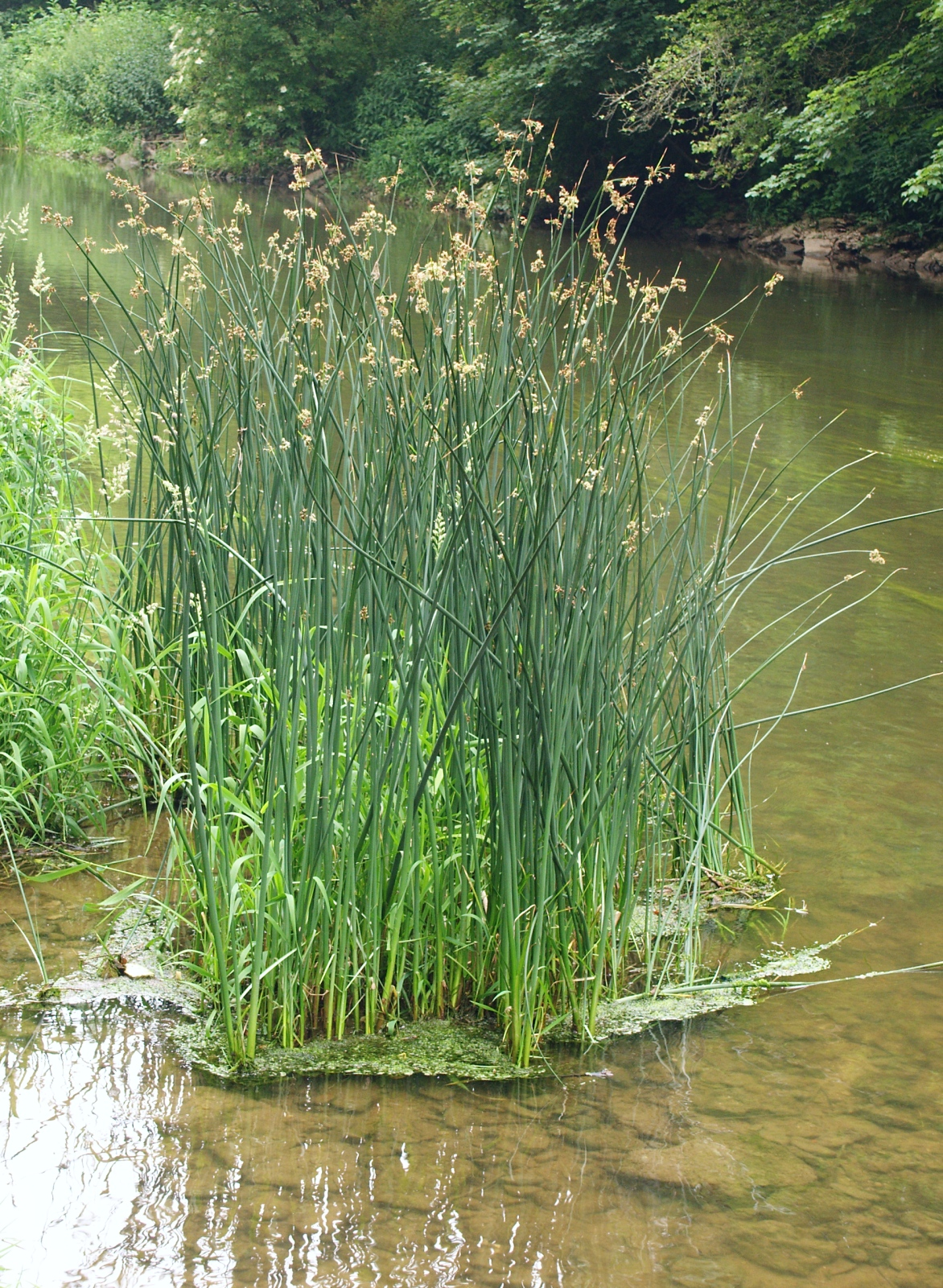
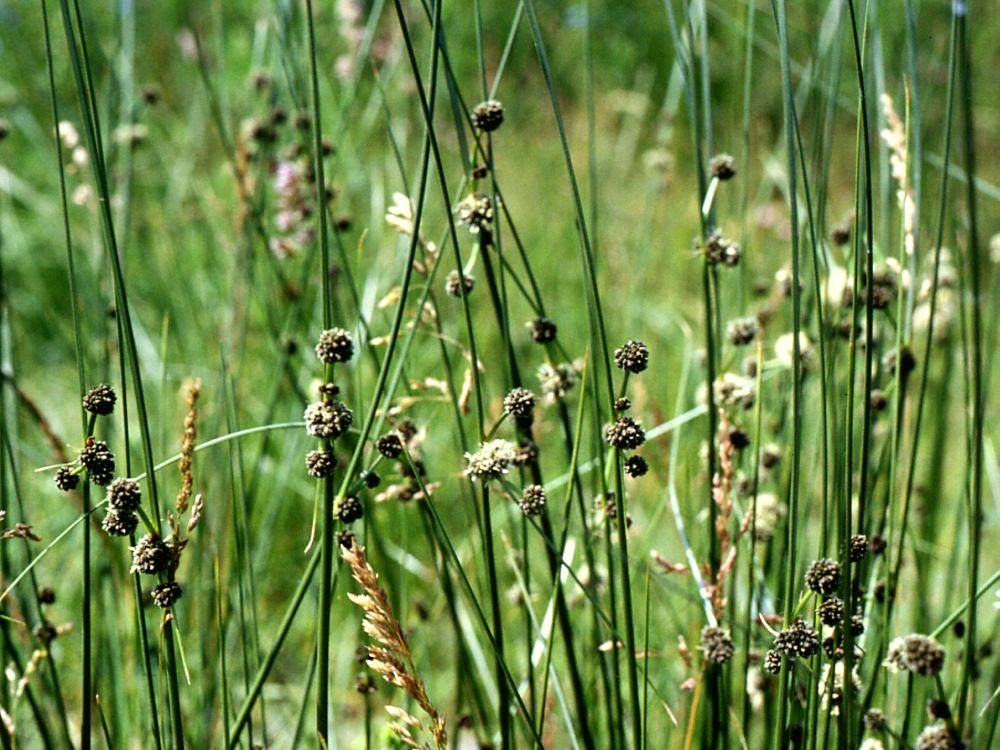
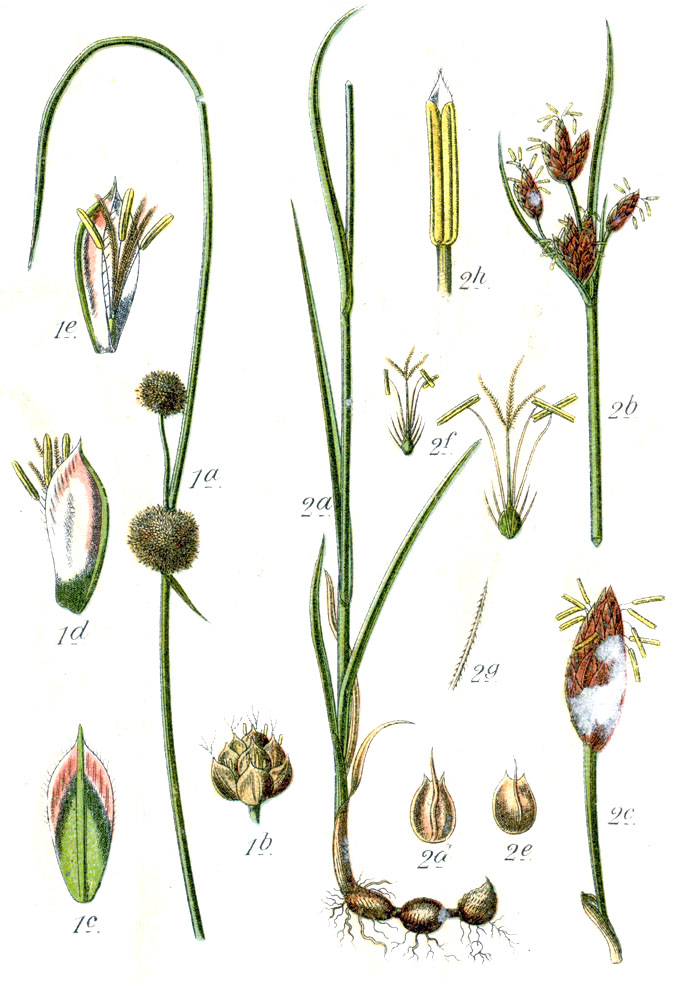